# Binge (мини-альбом)
Binge (с англ. — «Выпивка»; стилизован под заглавные буквы) — второй мини-альбом американского рэпера Machine Gun Kelly, выпущенный 21 сентября 2018 года на лейблах Bad Boy Records и Interscope Records. Он включает в себя сингл «Rap Devil», дисс-трек, направленный против Эминема.

## Оценки
| Оценки критиков | Оценки критиков |
| Источник        | Оценка          |
| --------------- | --------------- |
| AllMusic        | [ 1 ]           |
| HipHopDX        | 3.2/5           |
| NME             | [ 3 ]           |

Binge получил в основном отрицательные или нейтральные отзывы, критики ссылались на отсутствие лирического содержания, уникального звучания и зависимость MGK от его вражды с Эминемом. В результате мини-альбом имеет только одну звезду в американском iTunes.

## Коммерческий приём
В Соединённых Штатах мини-альбом дебютировал под номером 24 на Billboard 200, в первую неделю было продано 21 519 экземпляров. На второй неделе он опустился до 111-го места, а на третьей пропал.

## Список композиций
Информация взята с Tidal.
| №                   | Название                    | Автор(ы)                                                | Продюсер(ы)                | Длительность |
| ------------------- | --------------------------- | ------------------------------------------------------- | -------------------------- | ------------ |
| 1.                  | «Long Time Coming»          | Richard Baker Brandon Allen Stephen Basil Martez Little | SlimXX BazeXX              | 1:02         |
| 2.                  | «Loco»                      | Baker Allen Basil                                       | SlimXX BazeXX              | 2:37         |
| 3.                  | «GTS»                       | Baker Allen Basil                                       | SlimXX BazeXX Stefan Gordy | 2:22         |
| 4.                  | «Rap Devil»                 | Baker Ronald Spence, Jr. Nils Nöhden                    | Ronny J Nils               | 4:41         |
| 5.                  | «Nylon»                     | Baker Allen Basil Earl Johnson                          | JP Did This 1 BazeXX       | 1:48         |
| 6.                  | «Lately»                    | Baker Spence, Jr. Nöhden Allen                          | Ronny J Nils SlimXX        | 3:15         |
| 7.                  | «Signs» (при участии 24hrs) | Baker Chauncey Hollis, Jr. Robert Davis III             | Hit-Boy                    | 2:46         |
| 8.                  | «Get the Broom»             | Baker Carlton Mays, Jr. Stefan Gordy                    | C.N.O.T.E. Negro Noodle    | 2:32         |
| 9.                  | «Live Fast Die Young»       | Baker Allen Basil                                       | SlimXX BazeXX              | 3:14         |
| Общая длительность: | Общая длительность:         | Общая длительность:                                     | Общая длительность:        | 24:28        |

Комментарии
- Все треки стилизованы под заглавные буквы.

## Чарты
| Чарт (2018)                            | Высшая позиция |
| -------------------------------------- | -------------- |
| Австралия (ARIA)                       | 62             |
| Бельгия/Фландрия (Ultratop)            | 98             |
| Канада (Canadian Albums Chart)         | 17             |
| Нидерланды (Album Top 100)             | 117            |
| Финляндия (Suomen virallinen lista)    | 47             |
| Новая Зеландия (RMNZ)                  | 39             |
| США (Billboard 200)                    | 24             |
| США (Billboard Top R&B/Hip-Hop Albums) | 16             |